# 데이비드 도프먼
데이비드 도프먼(David Dorfman, 1993년 2월 7일 ~ )은 미국의 배우, 변호사이다. 2006년 13살에 UCLA에 합격해 2011년 졸업생 대표로 졸업하였으며, 18살에 하버드 법학대학원에 들어갔다.

## 출연 작품

### 영화
- 바운스 (2000)
- 링 (2002)
  - 링 2 (2005)
- 텍사스 전기톱 연쇄살인사건 (2003)
- 시간의 주름 (2003)
- 드릴빗 테일러 (2008)

### 텔레비전
- 왕좌의 게임 (2017)